# Geister (Spiel)

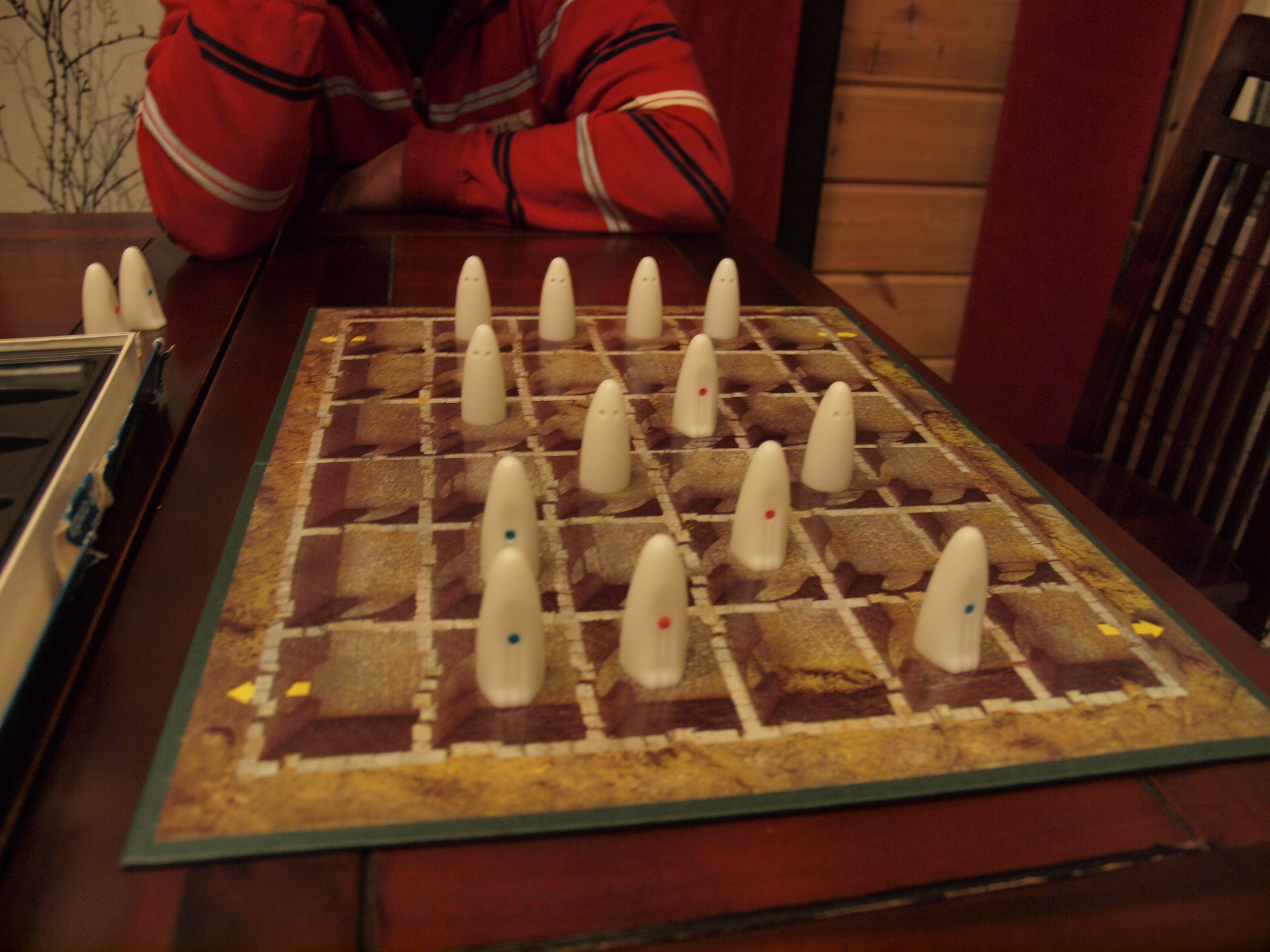
Ein Spiel im Gange

Geister (spätere Auflagen: Die guten und die bösen Geister) ist ein Brettspiel für zwei Personen, entworfen von Alex Randolph, das erstmals in den USA 1982 von Milton Bradley veröffentlicht worden ist.

## Spielprinzip
Als Spielfeld dient ein Gitterfeld aus 6×6 Segmenten, die ein Spukschloss darstellen sollen. Jeder Spieler beginnt mit acht Geistern, von denen vier als gute Geister (markiert mit einem blauen Punkt auf der Rückseite) und vier als böse Geister gelten (markiert mit einem roten Punkt). Vor dem eigentlichen Spielverlauf stellt jeder Spieler seine Geister auf irgendwelche Felder seiner ersten beiden Reihen. Die Eckfelder gelten als Ausgänge des Schlosses. Die Spieler wissen nicht, welche gegnerischen Geister gut oder böse sind. Jeder Spieler bewegt dann abwechselnd einen Geist um ein Feld weiter. Gegnerische Geister können eingefangen werden, indem man auf ein besetztes Feld zieht, erst in diesem Moment erfährt der Spieler, ob er einen guten oder bösen Geist gefangen hat.
Ein Spieler gewinnt, wenn es ihm gelingt, alle gegnerischen guten Geister einzufangen – aber er verliert, wenn er die vier bösen gegnerischen Geister gefasst hat. Das Spiel kann aber auch gewonnen werden, wenn es einem Spieler gelingt, mit einem seiner vier guten Geister durch einen der beiden Ausgänge auf der gegnerischen Seite des Schlosses zu gehen.
Dieses Spiel verdankt seine Attraktivität sowohl der Strategie, dem Bluffen und dem Scharfsinn, Handlungen des Gegners zu erahnen.

## Auszeichnungen
- 1982: Auswahlliste zum Spiel des Jahres
- 1986: Årets Spel in Schweden, bestes Familienspiel